# Knight Rider 2000
Knight Rider 2000 is een Amerikaanse televisiefilm uit 1991, gebaseerd op de televisieserie Knight Rider. De film diende als pilot voor een nieuwe serie, maar die is nooit gemaakt. De film kwam uit op 19 mei 1991.

## Verhaal
Het verhaal speelt zich af in een alternatieve versie van het jaar 2000, in een niet bij naam genoemde stad. In deze stad zijn vuurwapens bij wet verboden. In plaats daarvan dragen agenten nu niet-dodelijke verdovingspistolen die werken door middel van straling. Criminelen worden opgesloten in speciale gevangenissen waar ze cryogeen worden ingevroren.
Een van de criminelen die op deze manier is ingevroren, is Thomas J. Watts, een voormalige politieagent die doordraaide en een psychopathische moordenaar werd. Hij is zojuist vrijgelaten, maar gaat al direct weer in de fout en vermoordt weer iemand. Burgemeester Harold Abbey eist dat deze maniak gevonden wordt. Hij krijgt van alle kanten kritiek dat dit zijn schuld is: door zijn wet mogen agenten geen vuurwapens meer dragen, en door gevangenen cryogeen in te vriezen “slapen” ze gewoon gedurende hun straf en komen weer tevoorschijn als dezelfde persoon die ze waren voordat ze werden ingevroren.
De Foundation for Law And Government (FLAG) komt met het idee om een nieuwe Knight Rider in te zetten, ditmaal geholpen door een nog geavanceerdere auto genaamd de "Knight 4000". Met deze nieuwe wagen zullen de autoriteiten weer de overhand krijgen. Devon Miles en zijn partner Russel Maddock krijgen groen licht voor het plan, maar dan moeten ze wel binnen drie maanden een goed werkend prototype afleveren. Devon roept de hulp in van de nu gepensioneerde Michael Knight om te helpen.
Ondertussen slaat Watts weer toe. Hij schiet politieagente Shawn McCormick neer nadat ze ontdekt heeft dat enkele van haar collega’s meewerken met Watts aan een plan om de politie te dwingen weer vuurwapens te gaan gebruiken. Shawn overleeft de aanslag, en wordt naar het ziekenhuis gebracht. Daar redden de dokters haar door een cybernetische microchip in haar brein te plaatsen. Haar geheugen is echter beschadigd en ze herinnert zich niet veel meer van de aanslag of het motief.
Devon zoekt Michael op. Deze wordt razend als hij hoort dat KITT, de oude wagen van de Stichting, ontmanteld is. Maddock ziet geen reden waarom hij KITT zou laten maken daar de nieuwe auto, Knight 4000, al zo goed als klaar is en al een persoonlijkheidsmodule heeft. De persoonlijkheid van de Knight 4000 is echter heel anders dan die van KITT. Michael verzamelt wat nog over is van KITTs kunstmatige intelligentie-unit, en installeert deze in zijn eigen 1957 Chevy Bel-Air. KITT protesteert tegen dit nieuwe lichaam, maar het is voorlopig het beste dat Michael voor hem kan doen.
Shawn besluit bij het politiekorps weg te gaan, nadat ze ontdekt dat haar commissaris niet haar microchipimplantatie goedkeurt. Ze zoekt werk bij de FLAG. Michael ontdekt dat de microchip in Shawns hoofd ooit van KITT was. Hierdoor is KITT in staat contact te maken met de chip en Shawns beschadigde geheugen te herstellen.
Wanneer Watts ontdekt dat Shawn nog leeft stuurt hij een paar corrupte agenten om haar en Michael te elimineren. Daar KITT in zijn nieuwe lichaam niet langer onverwoestbaar is, besluit hij het water in te rijden om zo aan zijn achtervolgers te ontkomen. Omdat de cabine waterdicht is kunnen Michael en Shawn lang onder water blijven, en zo hun achtervolgers laten denken dat ze zijn verdronken. Echter raakt KITT's AI-module beschadigd, want die is niet waterdicht. Nu Watts denkt dat Michael en Shawn dood zijn, zoekt hij Devon op en vermoordt hem.
Michael en Shawn keren in het geheim terug naar het FLAG-hoofdkwartier. Michael installeert tegen Maddocks bevelen in KITTs module in de Knight 4000. Nu KITT weer hersteld is en meer mogelijkheden heeft dan ooit, gaan hij, Michael en Shawn achter Watts aan. Het komt tot een schietpartij in een winkelcentrum, waarbij Watts om het leven komt.
Michael besluit weer met pensioen te gaan. Hij geeft zijn oude baan door aan Shawn, die KITTs nieuwe partner wordt.

## Rolverdeling
| Acteur              | Personage                            | Opmerkingen |
| ------------------- | ------------------------------------ | ----------- |
| David Hasselhoff    | Michael Knight                       |             |
| Edward Mulhare      | Devon Miles                          |             |
| Susan Norman        | Officer Shawn McCormick              |             |
| Carmen Argenziano   | Russell Maddock/stem van Knight 4000 |             |
| Eugene Clark        | Officer Kurt Miller                  |             |
| Megan Butler        | Officer Marla Hedges                 |             |
| Mitch Pileggi       | Thomas J. Watts                      |             |
| Christine Healy     | Commissioner Ruth Daniels            |             |
| Lou Beatty Jr.      | Burgemeester Harold Abbey            |             |
| Francis Guinan      | Dr. Jeffrey Glassman                 |             |
| John Cannon Nichols | Lieutenant Justin Strand             |             |
| Chris Bonno         | Andrew                               |             |
| Robert F. Cawley    | Prison Guard                         |             |
| Ellis Posey         | Mayor Frank Cottam                   |             |
| Philip Hafer        | Charlie                              |             |
| Carolyn G. Jackson  | Bag Lady                             |             |
| Ron Jackson         | Highway Police Officer               |             |
| Stacy Lundgren      | Sandy                                |             |
| Matthew Menger      | Shawns vader                         |             |
| Paul Menzel         | Zakenman                             |             |
| J.W. Moore IV       | Medical Technician                   |             |
| Edwin Neal          | Warehouse Clerk                      |             |
| Marco Perella       | Police Sergeant                      |             |
| Larry Roop          | Police Officer                       |             |
| Lori Swierski       | Lori                                 |             |
| James Doohan        | Zichzelf                             |             |
| William Daniels     | KITT                                 | stem        |

## Achtergrond
De film werd geproduceerd door Charles E. Sellier, Jr., die voorheen ook al meewerkte aan Grizzly Adams, Greatest Heroes of the Bible, The Boogens, de originele Silent Night, Deadly Night, en The Annihilators.
De opnames vonden plaats in twee Texaanse steden: San Antonio en Corpus Christi. De productiecrew was niet in staat een echte Pontiac Banshee te gebruiken voor de film, dus werd een Dodge Stealth uit 1991 omgebouwd voor de film.
De film vertelt niet wat er met andere bekende personages uit de serie is gebeurd, zoals Bonnie, April en Reginald Cornelius III/RC3.
De gebeurtenissen uit deze film werden geheel genegeerd in de Knight Rider-film uit 2008.